# Forcipomyia sudanensis
Forcipomyia sudanensis är en tvåvingeart som beskrevs av John William Scott Macfie 1947. Forcipomyia sudanensis ingår i släktet Forcipomyia och familjen svidknott.
Artens utbredningsområde är Sudan. Inga underarter finns listade i Catalogue of Life.